# Бјанка Разор
Бјанка Разор (рум. Bianca Răzor; Клуж-Напока, 8. август 1994) је румуниска атлетичарка, специјалиста за трчање на 400 метара. Чланица је румунске штафете 4 х 400 метара

## Спортска биографија
Први успех доживела је 2010. са непуних 16 година када је освојила бронзану медаљу на Светском јуниорском првенству, била је друга на Олимпијским играма младих у Сингапуру. На истим играма као чланица репрезентације Европе освојила је и бронзу у штафети 4 х 400 м.
У 2011. години, неуспешно се такмичила на Европском дворанском првенству у Паризу, а у лето исте године била је пета на светском првенству за јуниоре и освојила златну медаљу на Европском екипном првенству 2011. првенству у Измиру и Европском првенству за јуниоре.
Освајач је сребрне медаље на Европском јуниорском првенству 2013, и бронзане медаље на Играма Франкофоније исте године. У 2014. била је шеста на Европском првенству у Цириху.
На такмичењу у Првој лиги Европског екипног првенства 2015. у Хераклиону била је друга, а победила је на Европском првенству за млађе сениоре (У-23) у Талину са новим личним рекордом 51,31 сек.

## Значајнији резултати
| Датум | Такмичење                    | Место     | Резултат | Дисциплина | Резултат |
| ----- | ---------------------------- | --------- | -------- | ---------- | -------- |
| 2010  | Светско првенство за јуниоре | Монктон   |          | 400 м      | 53,17    |
| 2010  | Европско првенство           | Барселона | 8.       | 4 х 400 м  | 3:29,75  |
| 2010  | Олимпијске игре младих       | Сингапур  |          | 400 м      | 53,10    |
| 2011  | Светско првенство за јуниоре | Лил       | 5.       | 400 м      | 52,82    |
| 2011  | Европско јуниорско првенство | Талин     |          | 400 м      | 51,96    |
| 2012  | Европско првенство           | Хелсинки  | 7.       | 4 х 400 м  | 3:28,80  |
| 2012  | Светско првенство за јуниоре | Барселона | 6.       | 400 м      | 52:20    |
| 2013  | Европско јуниорско првенство | Ријети    |          | 400 м      | 51:82    |
| 2013  | Европско јуниорско првенство | Ријети    | 6.       | 4 х 400 м  | 3:38,57  |
| 2013  | Светско првенство            | Москва    | 7.       | 4 х 400 м  | 3:28,40  |
| 2013  | Игре франкофоније            | Ница      | 3.       | 400 м      | 52,69    |
| 2013  | Игре франкофоније            | Ница      | 1.       | 4 х 400 м  | 3:29,81  |
| 2014  | Европско екипно првенство    | Талин     |          | 400 м      | 53,70    |
| 2014  | Европско првенство           | Цирих     | 6.       | 400 м      | 51,95    |
| 2015  | Европско екипно првенство    | Хераклион |          | 400 м      | 52,04    |
| 2015  | Европско екипно првенство    | Хераклион | 5.       | 4 x 400 м  | 3:35,29  |
| 2015  | Европско првенство У-23      | Талин     |          | 400 м      | 51,31    |
| 2015  | Балканско првенство          | Питешти   | 5.       | 200 м      | 23,55    |
| 2015  | Балканско првенство          | Питешти   | 1.       | 400 м      | 52,26    |
| 2015  | Балканско првенство          | Питешти   | 1.       | 4 x 400 м  | 3:33,07  |

## Лични рекорди
| Дисциплине | Дисциплине   | Резултат | Место     | Датум             |
| ---------- | ------------ | -------- | --------- | ----------------- |
| 400 метара | На отвореним | 51,31    | Талин     | 11. јул 2015.     |
| 400 метара | У двпрани    | 52,88    | Бирмингем | 21. фебруар 2015. |